# Station Dhoby Ghaut (MRT Singapur)

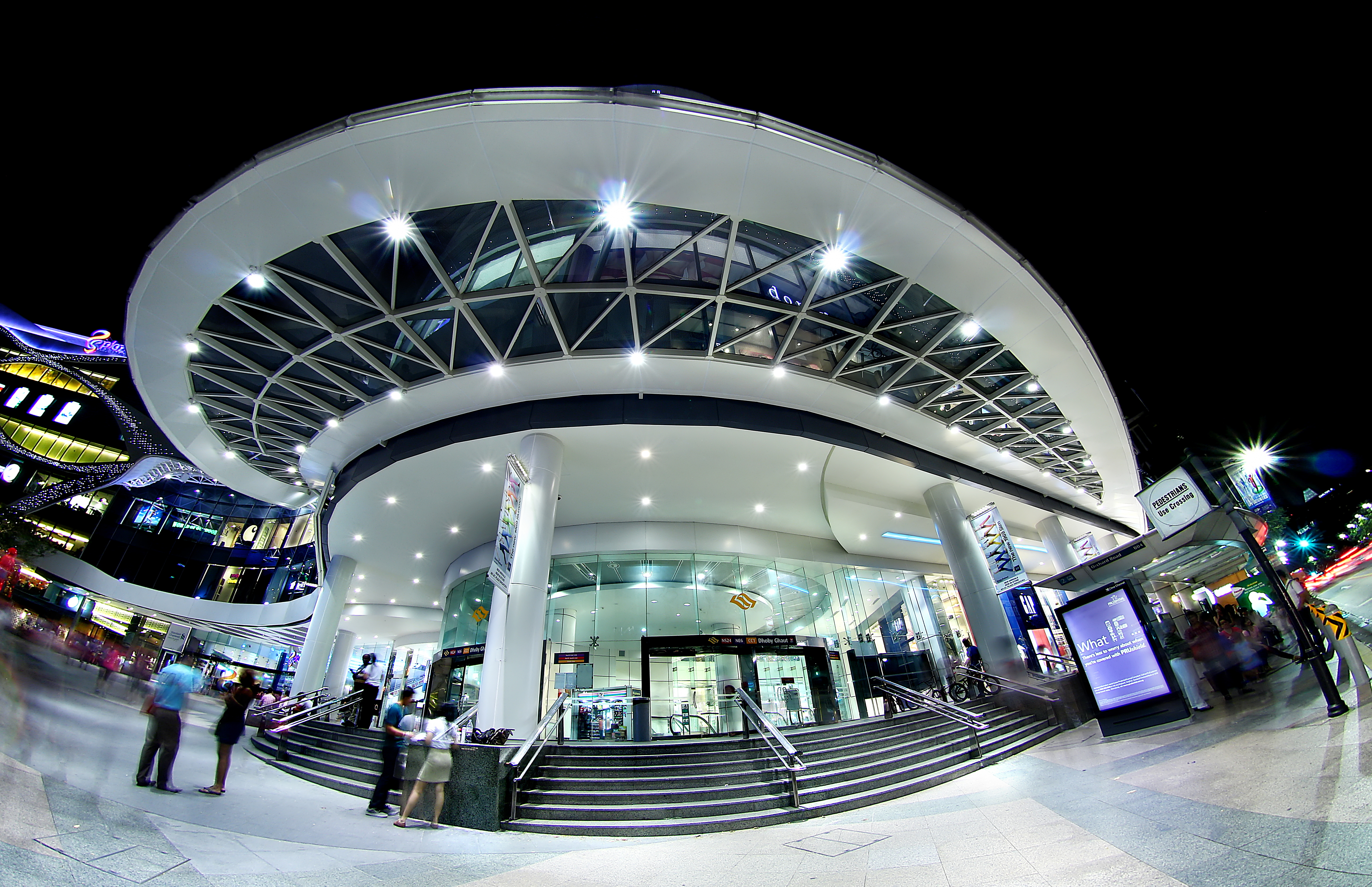
Dhoby Ghaut MRT Station (2013)

Die MRT-Station Dhoby Ghaut ist eine Tunnel-Station an der North South Line, der North East Line und der Circle Line im Museumsviertel von Singapur.
Die Station Dhoby Ghaut befindet sich am östlichen Ende der Orchard Road und ist die erste und einzige MRT-Station in Singapur, die über eine dreifache Umsteigelinie verfügt. Damit ist sie die größte Station nach Anzahl der Linien. Die bereits bestehenden MRT-Stationen Outram Park und Marina Bay werden jedoch 2021 ebenfalls zu Dreifach-Umsteigebahnhöfen, sobald die MRT-Linie Thomson-East Coast Line eröffnet ist. Die Lage des Bahnhofs Dhoby Ghaut entlang des beliebten Einkaufsgürtels Orchard Road und die Anbindung an drei MRT-Linien machen diesen Bahnhof zu einem der verkehrsreichsten Stationen im Netz.
Dhoby Ghaut ist nach der MRT-Station Bras Basah, der MRT-Station Promenade und der MRT-Station Bencoolen die vierttiefste MRT-Station in Singapur. Sein tiefster Punkt liegt 28 Meter unter der Erde.
Der Streckenabschnitt zwischen dieser Station und der Somerset ist der kürzeste zwischen zwei Stationen der North South Line. Die Fahrtzeit zwischen diesen beiden Bahnhöfen beträgt nur etwa eine Minute.
Die Station ist auch eine der vier MRT-Stationen, die in der originalen Singapur-Ausgabe des Brettspiels Monopoly zu sehen sind.
Die nahegelegenen Sehenswürdigkeiten sind Istana, Sri Temasek, Dhoby Ghaut Green, die Plaza Singapura, das MacDonald House, das National Museum of Singapore, das Luxe Art Museum, die Singapore Management University, die School of the Arts (SOTA) und der Fort Canning Park.

## Geschichte
Der Bahnhof liegt auf einem ehemaligen jüdischen Friedhof, der zwischen 1838 und 1841 eingerichtet wurde. Bevor die Station gebaut wurde, hieß sie vorläufig Istana, nach der Istana in der Nähe. Sein heutiger Name, Dhoby Ghaut, wurde ausgewählt, um das Erbe der Region als traditionelle indische Wäscherei widerzuspiegeln. „Dhobi“ wurde nach den indischen Wäschern benannt, die früher auf dem derzeitigen Gelände der Station arbeiteten, und „Ghat“ bezieht sich auf die Stufen, die zum Kanal hinunterführen, wo die Dhobis die Kleidung nach dem Waschen trockenschlagen würden. Die Bernsteinvillen, der jüdische Friedhof und der Sivan-Tempel wurden daraufhin abgerissen. Am 14. Oktober 1983 beginnt der Auftrag 106, Singapore Pilling and Civil Engineering, mit dem Aushub der Tunnel von Somerset zum City Hall zusammen mit der Dhoby Ghaut und wird vergeben. Die anderen Zwischenschächte befinden sich in der Waterloo Street und in der Victoria Street.
Als sich die Station Dhoby Ghaut im Bau befand, gab es einen kleinen Einsturz in der MRT-Station Dhoby Ghaut, der am 12. Januar 1985 ein 6 m breites Loch im Cathay Cinema bildete, und ein tödlicher Unfall ereignete sich im Juni 1985 aufgrund eines Bruchs von Sicherheitsregeln. Der Bau für die North South Line wurde am 12. September 1985 abgeschlossen.
Vor dem Bau der North East Line, der Circle Line und des The Atrium at Orchard wurde am 8. Dezember 1990 eine Unterführung eröffnet, nachdem Streitigkeiten über die Bezahlung des Baus der Unterführung ausgetragen worden waren, um die Überlastung der Ampeln über die Orchard Road zu verringern. Der Bau der North East Line und der Circle Line erforderte eine leichte Umleitung der Orchard Road, deren Bau im Januar 1999 begann und am 14. Juli 2006 wieder aufgenommen wurde.
Die Modernisierung der North South Line wurde am 12. Oktober 2002 abgeschlossen. Die Bauarbeiten für Aufzüge, um die Station behindertengerecht zu machen, begannen im September 2000. Mit der Eröffnung der MRT-Linie Nordosten am 20. Juni 2003 wurden vier der Ausgänge mit enger Anbindung an die Plaza Singapura gebaut und erstmals auch Travellatoren in der MRT-Station installiert. Andere Stationen, die auch Travellators haben, sind Botanic Gardens, Bugis und Serangoon.
Während des Baus der MRT-Station Dhoby Ghaut für die Circle Line am 25. März 2003 wurde der Abschnitt der Orchard Road neu ausgerichtet. Dhoby Ghaut war eine von vier Stationen, die an Exercise Northstar V teilnahmen, einer Übung zur Abwehr eines möglichen Angriffs durch Terroristen, die am 8. Januar 2006 stattfand.

## Art in Transit
Das Kunstwerk Interchange von Milenko und Delia Prvacki befindet sich an den Wänden der Verbindung zwischen der North South Line und der North East Line. Die singapurische Künstlerin Baet Yoke Kuan schuf eine dreidimensionale Reliefarbeit auf den großen Säulen, die den Circle Line-Sektor der Station stützen, inspiriert vom Konzept „Mensch und Umwelt“.